# 테크노마트
테크노마트는 강변테크노마트주식회사와 신도림테크노마트주식회사가 운영하고 있는 복합쇼핑몰이다. 매장과 지하철이 바로 연결된 점이 장점이다.

## 개요

### 강변 테크노마트
1998년 4월 4일 서울특별시 광진구 구의3동 부근에 최초의 복합쇼핑몰인 강변테크노마트를 오픈하였다.
일반적으로 판매동과 사무동으로 나뉘어 있다. 공통적으로 지하 6층에는 기계실, 지하 5층부터 지하 2층(일부)까지는 주차장이 있고 지하2층에는 롯데마트, 지하 1층에는 푸드코트와 먹자거리, 그리고 액세서리나 귀금속, 예물, 의류를 파는 패션 쇼핑몰, 1층부터 8층까지는 일반적인 쇼핑 상가가 밀집되어 있으며, 전자제품 판매에 특화된 것이 특징이다. 9층에는 애슐리와 같은 전문식당가, 10층에는 CGV영화관이 있는 멀티플렉스 쇼핑몰이다. 11층부터는 사무동으로만 분류되며 쇼핑몰이 아닌 회사건물이고 39층까지 있으며, 사무동의 지하1층에는 신한은행 1층에는 하나은행 2층에는 국민은행 3층에는 우리은행이 있다. 1998년 오픈하였으며 당시 세인들의 관심과 최초의 복합쇼핑몰로 자리잡으며 많은 언론기사를 통하여 부동산개발회사인 프라임산업이 알려진 계기가 되었다.
2호선 강변역과 지하통로를 이용하여 연결되어있는 것이 특징이다.
2011년 7월 5일 오전 10시 10분께 이상진동현상이 일어나 입주자 및 고객들이 대피하는 소동이 벌어졌다.
5일부터 7일까지 임시점검을 진행하여 이상 없음을 판정 받은 테크노마트는 8일 이후 정상적인 영업을 시작하였으나 아직까지 논란은 계속되고 있는 상황이다.
2011년 7월 19일 대한건축학회는 "건물마다 가지고 있는 미세한 진동주기와 태보 동작을 하는 동안 발생한 진동주기가 우연히 일치하게 되면서 상층부로 갈수록 진동폭이 증가하는 공진현상이 일어났다"고 설명했다.
2024년 현재 공동임대 사업을 준비한다는 이유 로 지하1층에 벽을 세워 매장 영업을 하고 있는 운영주들과 강압적인 마찰이 일어나고 있다.
사무실을 사용하고 있는 직원들은 발전이 되고 있다 생각하지만, 고객이 보았을 때는 망해가고 있다 생각하여 문제가 매우 심각해보인다.

### 신도림 테크노마트
2007년 12월 1일에 서울특별시 구로구 구로5동 부근에 2번째 복합쇼핑몰인 신도림테크노마트를 오픈하였다.
일반적으로 판매동과 사무동으로 나뉘어 있다. 공통점으로  일반주차장은 지하 7층부터 지하 3층 및 화물주차장은 지상 1층과 지하 2층으로 되어 있다.
지하2층 이마트,  지하 1층 먹자골목(푸드코트), 그리고 액세서리나 의류를 파는 패션쇼핑몰, 1층부터 9층까지는 일반적인 쇼핑상가가 밀집되어있으며, 10층에는 식당가 등이 있다. 3층에는 DB손해보험 4층에는 삼성화재, 한화, 앨비휴넷, 12층에는 씨네Q등이 있다. 영업시간은 강변테크노마트와 다르다.
경부선(1호선), 2호선의 환승역인 신도림역과 지하통로를 이용하여 연결되어있는 것이 특징이다.

## 사건 및 사고

### 강변테크노마트 건물진동현상
발단은 2011년 7월 5일 10시 10분경 사무동에 근무하던 한 직원이 상하로 건물이 흔들린다고 느낀후 소방서에 신고하면서 시작되었다.
건물관리특별법에 의거하여 광진구청은 강제퇴거명령을 내렸으나, 강변테크노마트의 소유사인 프라임개발(주)은 3개월후에 진행되는 정기정밀점검때 하자고 제시하였고 광진구청은 이를 거절하여 결국 오후 2시경에 강제 퇴거명령에 의하여 모든 입주자 및 고객들이 건물 밖으로 대피시켰다.
소식이 전해지면서 누리꾼들은 트위터나 페이스북등 SNS를 통해 빠르게 알려지면서 논란이 커지기 시작하였다. 당시 조사단들은 여러가지의 가능성을 염두에 두었다.
첫 번째로 10층에 있는 CGV 영화관의 진동, 두 번째는 13층에 있는 휘트니스클럽, 마지막 세 번째로는 사무동 건물에 있는 기계실의 진동이 대표적이다.
3일동안의 조사를 통하여 이상이 없다는 판정을 받은 강변테크노마트는 다시 재영업에 돌입하였으나, 이미 안정성에 대한 이미지가 하락한 탓에 매출을 급격히 내려갔고 각종 논란이 지속되는 상태에서 계속 영업을 해야하는 상황에 놓여지게 되었다.
1995년 6월 29일에 있었던 삼풍백화점을 떠올리며 '처음 균열이 발견되었는데 붕괴의 대한 징조를 무시하는 바람에 대참사가 이어졌다'는 글을 시작으로 1990년대에 있었던 부실공사에 대한 이미지가 겹치면서 사람들은 계속해서 무너진다고 생각을 하면서 강변테크노마트에 가급적이면 가지 않으려 하고 있다.
조사단은 7월 19일에 공명 현상에 대한 결과라고 말하였으나 아직까지도 안정성에 대한 이미지는 회복되지 않고 있다.